# Hugo Dyserinck
Hugo Dyserinck (* 5. August 1927 in Brügge; † 29. Oktober 2020 in Lanaken, Belgien) war ein belgischer Komparatist.

Nach dem Studium der Literaturwissenschaften an den Universitäten Gent und Marburg promovierte Dyserinck 1952. Anschließend war er Lektor an der Universität Erlangen, wo er 1962 im Fach Allgemeine und Vergleichende Literaturwissenschaft habilitiert wurde. Er war von 1962 bis 1967 Dozent an der Universität Groningen, seit 1967 Professor und Leiter des Lehr- und Forschungsgebiets Komparatistik an der Philosophischen Fakultät der RWTH Aachen. Von 1983 bis 1992 war Dyserinck daneben Professor am Centre Universitaire de Luxembourg, ab 1990 Doktor h. c. der Universität Brüssel (VUB).
Seit 1992 war er emeritiert. Dyserinck lebte bis zu seinem Tod in Lanaken (B). Er war seit 1956 verheiratet und hatte 2 Kinder.

## Wirkung
Dyserinck hat sich um die Imagologie, heute auch als Historische Hermeneutik bezeichnet, in der vergleichenden Literaturwissenschaft verdient gemacht, insbesondere um das Thema der nationalen Bildformung bzw. Das Bildnis des anderen Landes, welches heute in die Forschungsgebiete Europäische Studien und Volkspsychologie ausgelagert ist. Zudem war er Herausgeber der Aachener Beiträge zur Komparatistik, Mitherausgeber der Amsterdamer Publikationen zu Sprache und Literatur sowie Mitherausgeber der Studia Imagologica.
Dyserinck war Mitglied des Europäisch ausgerichteten Think Tanks Libérales.
Mehrere Fachpublikationen verweisen auf Dyserincks niemals erschienenen Sammelband Imagologie. Gesammelte Aufsätze zur Erforschung ethnischer Stereotypenbildung (vermeintlich Bouvier, Bonn 1993), was Dyserincks Bedeutung auf diesem Forschungsfeld unterstreicht.

## Schriften (Auswahl)
- Zum Problem der „images“ und „mirages“ und ihrer Untersuchung im Rahmen der Vergleichenden Literaturwissenschaft. 1966.
- Graf Hermann Keyserling und Frankreich. Ein Kapitel deutsch-französischer Geistesbeziehungen im 20. Jahrhundert. Bouvier, Bonn 1970.
- (mit Manfred S. Fischer) Internationale Bibliographie zu Geschichte und Theorie der Komparatistik. Hiersemann, Stuttgart 1985.
- Komparatistik. Eine Einführung. 3. Auflage, Bonn 1991.
- Komparatistik und Europaforschung. Perspektiven vergleichender Literatur- und Kulturwissenschaft. Bouvier, Bonn 1992.